# Brachys querci
Brachys querci es una especie de escarabajo barrenador metálico del género Brachys, categorizada en la tribu Trachyini, de la subfamilia Agrilinae.

## Taxonomía
Fue descrita científicamente por Knull en 1952.
Tratamiento taxonómico
La especie aparece registrada y publicada en A new species of Xenorhipis from Texas (Coleoptera: Buprestidae). Entomological News 63:177-178. (1952).